# Поздняков, Владимир Георгиевич
Влади́мир Гео́ргиевич Поздняко́в (род. 30 июня 1946; пос. Жатай, Якутская АССР) — советский и российский государственный и политический деятель. Депутат Государственной думы VI и VII созывов, член комитета Госдумы по контролю и Регламенту, член фракции КПРФ.

## Биография
Родился 30 июня 1946 года в посёлке Жатай (Якутская АССР). Детство провёл в посёлке Юрты (Тайшетский район Иркутской области). Окончил школу № 15 города Иркутск. После чего в 1964 году начал трудовую деятельность, работая грузчиком мебельной фирмы «Байкал», слесарем Управления механизации № 2 треста «Иркутскстроймеханизация», при этом одновременно обучался на вечернем факультете Иркутского политехнического института, которое Поздняков окончил в 1970 году.
Вступил в ряды КПСС. Активно участвовал в комсомольской работе, так в 1970 году избран секретарём Кировского районного комитета комсомола города Иркутска. После окончания Высшей комсомольской школы стал заместителем заведующего и заведующим Иркутского областного комитета комсомола. С 1977 по 1978 год руководил агитпоездом ЦК ВЛКСМ на строительстве Байкало-Амурской магистрали.
В период Афганской войны (1979—1989) с 1983 по 1984 год Поздняков был направлен в Афганистан по комсомольской линии, был советником ЦК ВЛКСМ при ЦК Демократической организации молодёжи Афганистана.
Вернувшись из Афганистана, работал в аппарате Советского подготовительного комитета XII Всемирного фестиваля молодёжи и студентов в Москве, затем был ответственным секретарём Центрального совета Всесоюзной добровольной организации борьбы за трезвость. С 1988 по 1991 год находился на ответственной работе в аппарате ВЦСПС.
В 1991 году принял активное участие в работе КП РСФСР. После её запрета возглавил АОЗТ «Ариана». Одновременно на общественных началах занимался работой в аппарате ЦК КПРФ.
С 1995 по 2003 год Поздняков был помощником депутата Государственной думы Геннадия Зюганова. В декабре 2003 года стал заместителем, а затем главным референтом аппарата фракции КПРФ в Государственной Думе.
Поздняков является членом ЦК КПРФ.
4 декабря 2011 года избран депутатом Государственной думы VI созыва по списку КПРФ (региональная группа № 24 — Забайкальский край, Амурская область). Назначен Первым заместителем председателя комитета по Регламенту и организации работы Государственной Думы. Также Поздняков стал членом думской комиссии по вопросам депутатской этики и заместителем председателя думской комиссии по контролю за достоверностью сведений о доходах, об имуществе и обязательствах имущественного характера, представляемых депутатами Государственной думы.
В сентябре 2016 года избран депутатом Государственной думы VII созыва по спискам КПРФ.
Имеет государственные награды СССР (орден «Знак Почёта»), памятной юбилейной медалью в ознаменование 25-летия образования Республики Южная Осетия (2016), ДРА и Белоруссии, а также почётный знак ВЛКСМ.

## Законотворческая деятельность
С 2011 по 2019 год, в течение исполнения полномочий депутата Государственной Думы VI и VII созывов, выступил соавтором 83 законодательных инициатив и поправок к проектам федеральных законов.